# Wladimiro Panizza
Wladimiro Panizza, nascido a 5 de junho de 1945 em Fagnano Olona e falecido a 21 de junho de 2002 em Cassano Magnago, foi um ciclista profissional italiano desde 1967 a 1985. Tem o recorde de participações no Giro d'Italia com 18 participações, terminando a prova 16 vezes, onde nove foram entre os dez primeiros da geral.

## Palmarés
| 1967 - G.P. Montelupo 1970 - Grande Prêmio do Mónaco 1973 - Giro da Romagna - Giro de Reggio Calabria - 1 etapa da Volta à Catalunha 1974 - 1 etapa do Tour de Romandia 1975 - Milano-Torino - 1 etapa do Giro d'Italia 1976 - 1 etapa do Tour de France - 1 etapa do Giro di Sardegna - 3º no Campeonato da Itália em Estrada | 1977 - Grande Prêmio de Midi Livre 1978 - 1 etapa do Giro d'Italia 1979 - 1 etapa da Tirreno-Adriático 1980 - Volta ao Etna - 1 etapa do Tour de Romandia - 2º no Giro d'Italia 1981 - Giro del Friuli - 2º no Campeonato da Itália em Estrada 1982 - Volta ao Etna |

## Resultados nas grandes voltas
| Carreira           | 1967 | 1968 | 1969 | 1970 | 1971 | 1972 | 1973 | 1974 | 1975 | 1976 | 1977 | 1978 | 1979 | 1980 | 1981 | 1982 | 1983 | 1984 | 1985 |
| ------------------ | ---- | ---- | ---- | ---- | ---- | ---- | ---- | ---- | ---- | ---- | ---- | ---- | ---- | ---- | ---- | ---- | ---- | ---- | ---- |
| Giro d'Italia      | 22º  | -    | 16º  | Ab.  | 9º   | 5º   | 6º   | 12º  | 6º   | 6º   | 5º   | 4º   | 13º  | 2º   | Ab.  | 20º  | 10º  | 11º  | 28º  |
| Tour de France     | -    | -    | 14º  | 18º  | -    | -    | -    | 4º   | -    | 13º  | -    | -    | -    | -    | -    | -    | -    | -    | -    |
| Volta a Espanha    | Ab.  | -    | -    | -    | -    | -    | -    | -    | -    | -    | -    | -    | -    | -    | -    | -    | -    | -    | -    |
| Mundial em Estrada | -    | -    | -    | -    | -    | 11º  | -    | -    | -    | -    | -    | -    | -    | 4º   | 29º  | -    | -    | -    | -    |